# Hirasea hypolia
Hirasea hypolia is een slak uit de familie van de Endodontidae. De wetenschappelijke naam van de soort is voor het eerst geldig gepubliceerd in 1907 door Hirase. De soort is endemisch in Japan.